# Padern
Padern település Franciaországban, Aude megyében. Lakosainak száma 142 fő (2022. január 1.). Padern Cucugnan, Duilhac-sous-Peyrepertuse, Montgaillard, Paziols, Tuchan és Tautavel községekkel határos.

## Népesség
A település népessége az elmúlt években az alábbi módon változott:
| Lakosok száma | 283  | 168  | 145  | 128  | 126  | 124  | 132  | 137  | 140  | 142  |
|               | 1968 | 1982 | 1990 | 2006 | 2013 | 2015 | 2017 | 2019 | 2020 | 2022 |